# Aalmis
Jan Aalmis hay Johannes Aelmis (sinh ngày 4 tháng 4 năm 1674, Rotterdam - chôn cất ngày 2 tháng 4 năm 1755, Rotterdam) là một họa sĩ nổi tiếng với faience. Ông đã làm việc lâu dài cho Cornelis de Berg ở Delft. Các tác phẩm mang tên ông, cùng với dấu của Cornelis de Berg, có niên đại năm 1731, và bao gồm các mô hình nhân vật, thường có màu xanh lam, nhưng đôi khi có màu đa sắc. Ông là cha của họa sĩ, người soạn thảo và thợ lát gạch Jan Aelmis (II) (1714 - 1799) và họa sĩ kiêm nhà soạn thảo Johan Bartolomeus Aelmis (1723 - 1786). Các mảnh giấy có chữ ký tên do đó cũng có thể là của con trai ông.